# Nota w sprawie kary cielesnej
Nota w sprawie kary cielesnej – nota Cypriana Kamila Norwida z 1862 na temat kar cielesnych.

## O utworze
W styczniu 1862 pod wpływem zdarzenia, które miało miejsce w Kaliskiem Norwid napisał protest przeciw stosowaniu kar cielesnych, których głęboko nienawidził. W artykule zaproponował również utworzenie Towarzystwa Wstrzemięźliwości, zalążka pomyślanego w 1875 Towarzystwa Uszanowania Człowieka. Tekst przesłał 21 stycznia Józefowi Łussakowskiemu, ten zgodnie z prośbą autora przekazał go Władysławowi Bentkowskiemu. Bentkowski jednak całkowicie go zlekceważył. W Dzienniku Poznańskim nie ma najmniejszego śladu interwencji poety. Autograf zaginął podczas drugiej wojny światowej. Tekst został opublikowany w 1/2 numerze Zdroju z 1920 przez Bolesława Erzepkiego pod tytułem Z niedrukowanej korespondencji C. K. Norwida.

## Treść
Kara cielesna w stosunku do ludu Rzeczypospolitej Polskiej, który się dopuściło do służby dziejowej jest niewybaczalna. Wczoraj porwałem go, by manifestował ze mną, a dzisiaj go biję. Niedawno w Kaliskiem wieśniak Cichowicz zabił swego pana za to, że ten kazał go wybić. Trzeba podjąć inicjatywę, aby kara cielesna została zastąpiona jakimś innym rodzajem kary, zgodnym z godnością wieku. Konieczne jest Towarzystwo Wstrzemięźliwości dla panów, aby jak się woła, aby lud się nie upijał, tak samo powstrzymać pijaków gwałtu jak pijaków wódki. Jak można być rycerzem i ekonomem z batem w ręku?.
JW Bentkowski powinien zadbać, by nieprzychylna prasa nie twierdziła, że ruch w Polsce jest garstką szlachty, która batoży lud, a lud ten musi chronić Rosja. JW Bentkowski, gdy to pojmie, zadziała, by podobne morderstwa nie miały już miejsca, a JW Cieszkowski może naznaczy sumę na konkurs prawny i socjalny w tym przedmiocie.